# Pottingeriaceae
Pottingeriaceae er en monotypisk familie med én slægt og én art, som vokser i Sydøstasien. Det er stedsegrønne træer med en tynd kork på stammer og grene. Bladene er skruestillede og helrandede med ganske korte stilke. Blomsterne er samlet i bundter, hvor de enkelte blomster er små med et enkelt frugtanlæg. Frugten er en tør kapsel.